# Diethylamid kyseliny lysergové
Diethylamid kyseliny lysergové (LSD, z německého Lysergsäurediethylamid) je bezbarvá krystalická psychotropní látka, jež je užívána rekreačně či spirituálně jako halucinogen.
Již v extrémně nízkých mikrogramových množstvích vyvolává silné účinky,  zahrnující vizuální a zvukové halucinace, roztříštění ega, změněné vnímání času, či euforii. Mohou se však vyskytovat nežádoucí psychické reakce odvíjející se od psychického stavu jedince a jeho historie užívání psychotropních látek. Mezi takové reakce patří například úzkost, paranoia, mylné představy, extrémní pocity déjà vu a takzvané myšlenkové smyčky. Ke zmíněným negativním zážitkům dochází zejména ve špatném prostředí, nebo při „špatně nastavené mysli“ (člověk je emočně labilní, příliš mladý, trpí psychickou poruchou...). V komunitě uživatelů se takové reakci přezdívá „bad trip“. [zdroj?] Na LSD nevzniká závislost. LSD neni neurotoxické,  ba naopak je dokázáno,  že je neuroplastické.

## Historie

### Vznik
LSD bylo poprvé syntetizováno Dr. Albertem Hofmannem v laboratořích švýcarské farmaceutické firmy Sandoz v Basileji již v roce 1938, psychoaktivní účinky však objevil náhodou až v roce 1943.
Do šedesátých let (například projekt MKULTRA) byly prováděny po celém světě rozsáhlé výzkumy jejích psychiatrických účinků, např. Timothy Learym na Harvard University, kde pracoval do roku 1963. LSD bylo úspěšně používáno mj. jako psychoterapeutická pomůcka, v léčení depresí, schizofrenie, drogové závislosti a alkoholismu a dětského autismu. LSD si brzy oblíbili umělci k posílení své kreativity. Od toho byl už jen malý krok k získání si popularity mezi veřejností (zejména mezi příslušníky hnutí Hippies). 

### 60. léta – střet kultur v Americe a Learyho vize
Největší propagátor LSD, Timothy Leary, viděl v látce potenciál k přeprogramování lidského uvažování a nápravě systémových vad, jelikož psychedelická zkušenost uživateli může nastavit zrcadlo, ukázat jinou perspektivu, po níž si jedinec uvědomí, že věci nejsou jen tím, za co je považujeme a pomoci navázat pozitivní vztah k přírodě i druhým lidem. Ne nadarmo se říká, že psychedelika otevírají brány vnímání. Proto se Leary snažil skrze různé vlivné lidi (nejčastěji umělce) rozšířit tehdy ještě legální LSD mezi širší vrstvy společnosti. Tvrdil, že při správném užívání (set/setting) mohou mít psychedelické zkušenosti pozitivní dopad na uživatele i prostředí, v němž budeme žít. Toto přerovnání hodnot a zvědomění vytvořilo svobodomyslnou kontrakulturu míru, hudby, rovnosti a lásky, která stála proti oficiální rigidní kultuře, jež vyrůstala z upjatého protestantismu, rasismu, konzumního způsobu života a obecně rozšířené snahy o život přesně podle obrázku amerického snu (manžel, manželka, dvě děti, pes, slušná práce a dům na předměstí se zeleným trávníkem a bílým plotem). Právě tuto představu amerického snu kritizovali už beatníci. Nutno taky dodat, že Amerika vedla válku ve Vietnamu od roku 1964, proti níž kontrakultura (hippies, květinové děti) vedla pacifistické protesty, na nichž se pálily povolávací rozkazy. Tito lidé nechtěli umírat v konfliktu, v němž neviděli smysl. Přesto se po vůli vlády mnoha rodinám domů vrátila těla jejich mladých synů. Postupně se i ukazovala zvěrstva, která americká armáda na druhém konci světa dělala (masakr v My-lai), po nichž odpor proti válce jen sílil. Daniel Ellsberg se v roce 1969 dostal do tajné skupiny historiků a analytiků vytvořené roku 1967 ministrem obrany, Robertem McNamarem, která měla popsat konflikt od konce druhé světové válku a právě Ellsbergovi se podařilo většinu materiálu (pentagon papers) okopírovat a nakonec dosáhnout jejich zveřejnění v New York Times v roce 1971. Američané se tak mohli dozvědět o záměrné eskalaci konfliktu ze strany jejich země, záměrného rozšíření války do Laosu a Kambodže, ale hlavně, že jim všechny prezidentské administrativy mezi lety 1945–67 v kontextu vztahů mezi USA a Vietnamem v té či oné formě lhaly. Tento střet kultur nakonec vyhrála vláda. Snad až příliš nevázaný životní styl kontrakultury přispěl k jejímu vyhoření a rozpadu, ač i dnes vidíme pozitivní následky, kterou za sebou tato vlna zanechala. LSD sice tělu neškodí, nelze se jím předávkovat, ale lidé nezůstávali jen u něj. Přesto média na popud vlády rozjela protidrogovou politiku, kde bylo LSD démonizováno a následně se roku 1967 spolu s dalšími psychedeliky stalo prakticky celosvětově ilegálním. Přispěly k tomu vraždy kultu (The Family) šíleného Charlese Mansona, který svým „dětem“ na sklonku 60. let podával velké dávky LSD a svým šíleným charismatem je zbavil strachu a vmanipuloval do série několika vražd za účelem rozpoutání rasové války. Leary, který byl řadou konzervativních osobností napadán (Nixon, Hoover...), byl pak v roce 1970 odsouzen na 20 let za držení dvou jointových nedopalků. Posléze za pomoci krajně levicové organizace Weatherman (na objednávku psychedelického uskupení The Brotherhood of Eternal Love) uprchl z vězení a přes Mexiko se dostal do Alžírska. Tehdejší alžírský režim ho nakonec donutil k přemístění do Švýcarska, kde dostal politický azyl. V roce 1972 se však vydal na tajnou dovolenou do Afghánistánu, kde byl nakonec chycen a předán americkým úřadům a vězněn do roku 1976. Nevázaný životní styl, kterému chyběla nutná míra uměřenosti, disciplíny i zacílení a který se příliš lišil od života oficiální kultury, se nakonec rozložil. Pokud by však americká vláda LSD přijala, kontrolovala jeho výrobu (tudíž by lidi věděli, co kupují) i prodej a současně by vystavěla po vzoru Learyho vize ona centra (po nichž by absolvent získal certifikát k užívání), kde by se lidé učili, jak s těmito látkami zacházet a jak ony prožitky využívat k vlastnímu prospěchu, pak by si Spojené státy americké udělaly velkou službu.[zdroj?]

### Československo
V socialistickém Československu, kde prováděl výzkum např. Stanislav Grof, bylo zakázáno jako v jedné z posledních zemí. Dodnes se však LSD v jistých kruzích užívá (4,6 % amerických studentů ve 12. třídě někdy vyzkoušelo LSD, 2004).

## Současný výzkum
Výzkum LSD je v současnosti ve světě vzácný a obvykle limitovaný pouze na testování na zvířatech. Ojedinělé výzkumy na lidech ale existují, například nedávný (2007) výzkum v Texasu prokázal, že LSD může pomoci léčit těžší formy migrény. 

## Vlastnosti
LSD patří do rodiny ergolinových alkaloidů. Je to mírně zásaditá krystalická látka rozpustná ve vodě nebo lihu. Je velice nestabilní a rychle se rozpadá i při pokojové teplotě nebo na denním světle. Při běžných dávkách je aktivní pouze jeden určitý izomer této molekuly.
Syntetizuje se reakcí kyseliny lysergové s diethylaminem. Kyselina lysergová se získává hydrolýzou ergotaminu, který je v relativně velkém množství (cca 2 % sušiny) obsažen v námelu. Diethylamid kyseliny lysergové je poměrně náročný na syntézu a předpokládá se, že ho vyrábí zkušení organičtí chemici v plně vybavených laboratořích jen na několika místech na světě.

## Účinky, poznatky a rady
- Účinky – Účinky LSD se případ od případu liší v závislosti na předchozích zkušenostech, momentální náladě i průběžném životním rozpoložení (set), aktuálním okolním prostředí (setting) a samozřejmě množství Psychoaktivní substance. Doporučuje se také dát si výživnou snídani, protože na tripu už uživatel nebude mít na jídlo pomyšlení a když se ráno nenají, tak tělo nebude mít z čeho brát energii a stav tak může uživatele přerůst a poslat do kolen. Přesto všechny tyto proměnné se dá říci, že jisté konstantní charakteristiky tu jsou. Kromě nejrůznějších halucinací a vizuálů, které psychedelickou zkušenost doprovází je uživatel na látce emocionálně senzitivnější, intelektuálně hloubavější, kreativnější. Fakt, že se uživatel může začít dívat na věci, které zná, „novýma očima“, má biologické opodstatnění. Nemyslí totiž stejně jako za střízliva. Postupem let navíc lidský mozek funguje mnohem jednoznačněji, omezeněji a odděleněji. Jednotlivé části zpracovávají určité vjemy. Za normálních podmínek se informace z našich očí zpracovávají v části mozku v zadní části hlavy zvané zraková kůra, ale u dobrovolníků po požití LSD bylo sledováno, jak mnoho dalších oblastí mozku – nejen zraková kůra – přispělo k vizuálnímu zpracování. Mozek začne používat časti používané v raném dětství ke zpracování impulzů, které si  zvykl zpracovávat určitými zajetými způsoby. Uživatel si může připadat svobodnější a v myšlenkách více dosahovat k podstatě věci. Naopak záporný stav může uživateli dát nahlédnout k šílenství, jež se projeví nemožností ovládat vlastní myšlenky, nemožností se pořádně vyjádřit, úzkostí, případně i znechucením ze sebe samého.
- Emocionální senzitivita – Vše, čemu se uživatel vystaví, na něj může mít silnější dopad. Umění bude působivější, les živější a krásnější, krásná myšlenka vznešenější... Je jest ale dvousečnou zbraní, protože spousta věcí může uživatele též rozhodit. Jeden nesympatický člověk bude obtížněji stravitelný a více bude uživatele rozrušovat. Přehršel lidí nebo impulzů zas může způsobit dezorientaci. Studená a rozbordelařená místnost zase mohou navodit pocity strachu a zhnusení. Nezkušený uživatel se nad negace nemusí umět povznést, případně jim předejít nebo je zvrátit. Následně jim tedy může propadnout, zamotat se do nich a prožít si bad trip.
- Užívání – LSD se běžně užívá orálně, ve formě papírků (tripů) napuštěných LSD (většinou o rozměrech okolo 5×5 mm) či formě želatiny nebo tablety. LSD nemá žádnou chuť ani pach. Pokud papír v ústech pustí hořkou chuť, není to LSD, ale možná 25I-NBOMe (přezdívaný solaris), jehož účinky jsou z podstaty látky poněkud nepříjemné ("umělé" a úzkostlivé), a lze se jím na rozdíl od LSD předávkovat. Běžná pouliční dávka LSD se pohybuje kolem 50–150 μg. Účinky se dostaví zhruba po hodině od požití a další hodinu na to stav dochází ke svému vrcholu, kde se v závislosti na různých okolnostech může držet 2 - 4 hodiny. Dalších několik hodin stav slábne a nakonec doznívá. Jedná se tedy o záležitost na celý den. První zkušenost s dávkou 300μg se může držet na mysli třeba 12 hodin. Zkušenější uživatel by měl s touto dávkou vystačit tak na 8 hodin.
- Doporučení - set/setting: – K užívání LSD lze přistupovat vícero způsoby: Někteří jdou tou introspektivní cestou a stav orientují dovnitř. Užijí látku, zavážou si oči, pečlivě vyberou hudbu na pár hodin si lehnou a nechají stav ukázat, co je nutno vidět. K tomu asi netřeba nic dodávat. Jiní užívají LSD více sociálně. Pokud několik uživatelů hodlá prožít trip pospolu, měli by všichni být v dobrém psychickém rozpoložení. LSD se doporučuje užít v malé partě (3 - 5 lidí) dobrých přátel po vydatné snídani (aby mělo tělo sílu, pak na jídlo nebude pomyšlení) ještě než nastane poledne. Vizuály více vyniknou během dne z něhož taky sálá lepší energie než z noci. Ideální je jaro nebo léto. Je doporučeno vyjít si na procházku do lesa. Venku při pohybu jsou účinky silnější, je jim jaksi dána větší volnost, ale současně jsou lépe regulované, než kdyby uživatelé zůstali zavřeni doma. Nezapomeňte pít.

Jelikož si uživatel na látku automaticky vytváří toleranci, není radno látku užívat často. Intenzita stavu, o nějž tady běží, rapidně klesá. LSD by měla být látka, která pomáhá a tudíž dává smysl, aby uživatel o zážitku nějakou dobu přemýšlel a integroval ho. Brát LSD každý den nebo týden postrádá smysl. Tolerance by se měla plně vytratit za 14 dní.
Obecně je možné říci, že LSD je relativně bezpečná droga. Podle studií není LSD prakticky nebezpečné. Vážná zdravotní a psychická rizika mohou nastat při kombinaci LSD s některými jinými drogami nebo léky (tramadol, litium). Pokud má uživatel predispozice k schizofrenii nebo není vědomě tak stabilní, tak by mu velká dávká LSD mohla způsobit psychické těžkosti. Posledním rizikem je stále to, že uživatel kupuje papíry na černém trhu a nemá tedy jistotu.

### Mechanismus
Účinky LSD jsou vysvětlovány tím, že se váže na určitý typ serotoninových receptorů (5-HT2 i 5-HT1), tedy receptorů mozkového neurotransmiteru serotoninu. Skutečné vazby a následky těchto vazeb jsou velmi komplikované a vedou k blokaci nebo naopak stimulaci určitých mozkových drah.

### Vliv na psychiku
Účinek nastupuje 30 až 60 minut po požití a trvá v rozmezí 6 až 12 hodin. Obvykle se po tuto dobu dostavují pseudohalucinace, iluze, vize, změna vnímání reality, odlišné a zintenzivněnější prociťování emocí a času, častá je také smyslová synestezie, tedy prolínání smyslů (např. pocit „vidění hudby“ apod.) Tento stav se označuje jako psycholytický. Při vyšších dávkách (300–500+ μg) dochází také k dočasnému, ale i úplnému odpoutání uvědomění od těla a ega (potažmo jeho štěpení). Zážitky přitom mohou být jednoznačně pozitivní, ale i výrazně negativní. Často je uváděno zřetelné vnímání myšlenek zatlačených do podvědomí či nevědomí, právě toho se využívalo v psychoterapii. Mnoho uživatelů uvádí, že zážitek s LSD výrazně změnil jejich osobnost i vnímání světa. Osoby pod vlivem LSD však mají sníženou schopnost komunikace, koncentrace, a nemohou spát. Halucinace během tripu mohou vést k záměrnému či nezáměrnému sebepoškození, v několika případech se toto ukázalo pro uživatele fatálním.
Užití LSD může mít dlouhotrvající psychické následky, a to častěji u osob, které měly psychické problémy v minulosti. Traumatem může být i samotný zážitek ze stavů zažitých po požití LSD. Traumatizující trip na LSD může vzácně způsobit i psychózu. Častější jsou však „flashbacky“, krátké záblesky z prožitých halucinogenních tripů. Některé studie uvádějí, že LSD může u osob trpících schizofrenií zhoršit průběh nemoci.[zdroj?]

### Fyzické účinky a závislost
Fyzické účinky LSD tripu jsou proti těm psychickým téměř zanedbatelné. Dochází však ke zvýšení krevního tlaku, srdeční frekvence a tělesné teploty, někdy k pocení a vyschnutí v ústech. U těhotných žen však požití LSD může vyvolat kontrakce dělohy a tedy potrat.
Na LSD vzniká jen krátkodobá tolerance, což vede k tomu, že po maximálně 14 dnech lze opakovat stejně intenzivní zážitek při stejné dávce. LSD dále nezpůsobuje žádnou fyzickou závislost – někdy však může vést k nespecifické psychické touze po drogovém opojení.

## Legalita a právo
Neexistuje žádný drogový test, který by odhalil požití LSD, jelikož účinná dávka je zanedbatelná. K jeho stanovení se používají náročnější (a dražší) analytické metody, takže jeho použití prokazatelné je, ale vzhledem k vysokým nákladům na analýzu se ve zbytných případech od průkazu upouští.
LSD je uvedeno v příloze zákona o návykových látkách (zák. č. 167/1998 Sb.) a jeho výroba, přechovávání nebo předávání jiné osobě bez povolení ministerstva zdravotnictví je tedy trestné.